# Синий Тихий океан (картина)
«Синий Тихий океан» (англ. Blue Pacific) — пейзаж австралийского художника Артура Стритона, написанный в 1890 году. Картина выставлена в Лондонской национальной галерее. Изображает мыс Куджи в северной части восточного пригорода Сиднея.

## Сюжет
«Синий Тихий океан» была одной из первых картин Стритона после его переезда из Мельбурна в Сидней, когда художнику было всего 23 года. Художник писал: «Куджи — очень веселое место … В тёплые дни это место (похожее на гнездо) наполнено улыбками и милой человечностью. Я приду сюда, чтобы умереть, я думаю».
На картине изображён ветреный солнечный день на обрывистом берегу Тихого океана в пригороде Сиднея Куджи.
Директор Лондонской национальной галереи Габриэле Финальди считал, что картина демонстрирует влияние французского импрессионизма на австралийское искусство: «Это был способ запечатлеть мимолётные эффекты света и атмосферы в природе при изображении пейзажей, которые никогда раньше не изображались».

## История
Картина была куплена бизнесменом из Нового Южного Уэльса Джеффом д’Альбора за 1,08 млн A$ в 2005 году и находится в частной коллекции. С 2015 года она находится в аренде в Национальной галерее в Лондоне. После изменения политики галереи выставлять только западноевропейские произведения «Синий Тихий океан» стал второй картиной в Национальной галерее из-за пределов Западной Европы после картины американского художника Джорджа Уэсли Беллоуза «Докеры» (1912).